# Cheswardine
Cheswardine is een civil parish in het bestuurlijke gebied Shropshire, in het Engelse graafschap Shropshire met 1076 inwoners.